# Gaston d'Audiffret-Pasquier
Edme Armand Gaston, barão d'Audiffret, depois duque d'Audiffret-Pasquier (Paris, 21 de outubro de 1823 — Paris, 4 de junho de 1905) foi um político francês.

## Biografia
Gaston era filho de Florimond, conde d'Audiffret (1789-1858), e de Gabrielle Zoë Pasquier, nascida em 1801. Era sobrinho de Charles d'Audiffret. Adotado por seu tio-avô, Étienne-Denis Pasquier, ele herdou o título de Duque Pasquier em 1862. Em 1845, casou-se com Jenny-Marie Fontenilliat, filha de Henry Fontenilliat e de Jeanne Mosselman, e irmã de Camille Fontenilliat, esposa de Auguste Casimir-Perier.
Auditor do Conselho de Estado em 1846, ele foi forçado a se retirar da vida pública após a revolução de 1848. Durante o Segundo Império tentou por duas vezes, sem sucesso, se eleger para a Assembleia Legislativa, mas foi eleito em fevereiro de 1871 para a assembleia nacional constituinte, e presidente de centro-direita em 1873. Na renúncia do presidente Adolphe Thiers, em 24 de maio de 1873, ele liderou as negociações entre os diferentes partidos monárquicos, a fim de colocar um rei no trono da França, mas, devido à hostilidade do pretendente à bandeira francesa, o projeto fracassou. Porém, ele manteve a confiança da Câmara, e foi seu presidente em 1875 no período de votação das leis constitucionais. A nova Constituição lhe deu automaticamente um posto de senador vitalício, e ele foi o presidente do Senado de 1876 a março de 1879, quando seu partido perdeu a maioria. Ficou conhecido por sua moderação e justiça; fez o seu melhor para evitar que Patrice Mac-Mahon escolhesse os conselheiros mais violentos. Apesar de nunca ter publicado nada, foi eleito para a Academia Francesa em 1878.

### Academia Francesa

#### Maio de 1877
Quando se aproximava a sessão de junho de 1877, A. de Villeneuve escreveu em sua crônica "Histoire du mois"ː
| “ | Há alguns dias, os caminhantes paravam para rir diante de uma caricatura acadêmica. À direita da imagem, uma cadeira com um anel dos imortais em torno do qual estava enrolada uma fita com o nome de Autran. Atrás desse assento com os braços abertos projetados para trás, os corpos flexionados, estavam sentadas quatro grotescas figuras muito semelhantes. Elas estavam sentadas em fila; d'Audiffret-Pasquier está na cadeira mais próxima, seguido de Leconte de Lisle, líder dos parnasianos, Sardou, o pai de Patrie e de Dora, e finalmente Arsène Houssaye, autor de tudo o que você quiser, jornalista, poeta, crítico de arte, historiador, romancista, etc. Na mente do criador da caricatura, d'Audiffret-Pasquier é aquele que seria o mais provável sucessor de Autran. Eu não conheço o seu trabalho, mas o chanceler Pasquier, que lhe deixou sua grande fortuna, seu nome e suas armas, tendo sido em vida um dos quarenta imortais, eu não tenho qualquer objeção a que a cadeira faça parte do legado que o duque d'Audiffret-Pasquier recebeu, embora, na verdade, eu sempre pensei que não fosse o suficiente ser nobre e político para entronizado sob a cúpula Mazarine. Leconte de Lisle tem melhores condições, eu acho; seus poemas são equivalentes aos de Autran. Quanto a Sardou, quem sabe suas batalhas e sucessos incluem o teatro? Se Arsène Houssaye deixar desta vez a disputa para retornar mais tarde, tememos que repita o caso de Casimir Bonjour e Édouard d'Anglemont, a situação de eterno candidato; é uma situação literária como outra. Finalmente! a acreditar no vento que sopra, as probabilidades estão a favor de d'Audiffret-Pasquier. Seu nome nos lembra do último chanceler que teve a França monárquica: nós o conhecemos, em sua velhice, quando presidiu a Câmara dos Pares de Luís Filipe. | ” |

#### Junho de 1877
Para suceder Joseph Autran na cadeira de número 9, em reunião de 7 de junho de 1877, os acadêmicos elegeram Victorien Sardou, no terceiro turno de votação (por 19 votos dos 37 votantes), na frente de d'Audiffret-Pasquier (17 votos) e Leconte de Lisle (um voto).

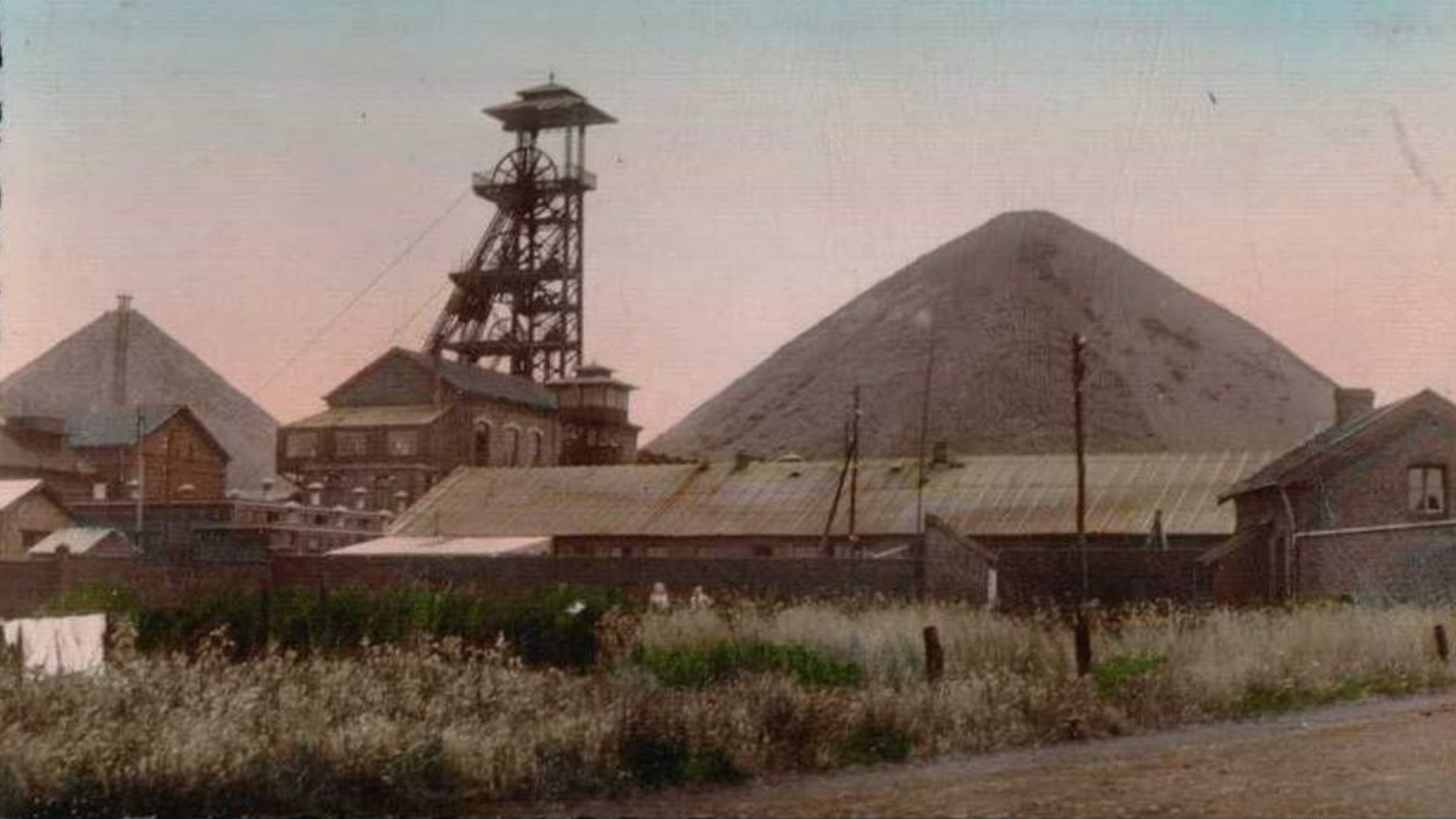
A mina a céu aberto Audiffret-Pasquier em 1900, no norte da França.

#### Dezembro de 1878
Para suceder o bispo Félix Dupanloup na cadeira de número 16, em reunião de 26 de dezembro de 1878, os acadêmicos elegeram Gaston Audiffret-Pasquier, em primeiro turno de votação (por 22 votos dos 27 votantes e cinco votos em branco).

### Companhia das minas de Anzin
A Companhia das minas de Anzin começou a operar em 1880, em Escaudain, na bacia mineradora de Norte-Passo de Calais, uma nova mina a céu aberto, que recebeu o nome de Gaston Audiffret-Pasquier, em sua homenagem.

### Família
Adotado por seu tio-avô, Étienne-Denis Pasquier, ele herdou seu título de Duque Pasquier em 1862. Em 1845, casou-se com Jenny-Marie Fontenilliat, filha de Henry Fontenilliat e de Jeanne Mosselman, e irmã de Camille Fontenilliat, esposa de Auguste Casimir-Perier. Eles tiveram três filhos:
- Henriette Gabrielle Marie d'Audiffret-Pasquier (1854-?), que se casou com Ferdinand Charles Marie Maxime de Vassinhac d' Imécourt.
- Etienne Denis Hippolyte Marie, marquês d'Audiffret-Pasquier (1856-1904), que se casou com Jeanne Marie Caroline Rioust de Largentaye.
- Nicole Marie Henriette Camille d'Audiffret-Pasquier (1858-?), que se casou com Jean, conde de Neverlee.